# ジェムレ
ジェムレ（トルコ語: Cemre）は、トルコの古い迷信で、春の予兆を表す言葉である。ジェムレが空から三回落ちたら春になると信じられている。ジェムレは、まず空気中に落ち、ついで水の中に落ち、最後に大地に落ちる。ジェムレとジェムレの間隔は7日間で、それぞれ、2月19〜20日頃、2月26〜27日頃、3月5〜6日頃のこととされる。

## 関連書籍
- 小林豊『ぼくの村にジェムレがおりた』理論社〈大地とくらすぼくの村シリーズ〉、2010年4月。ISBN 978-4-652-04093-5。